# Płaca brutto
Płaca brutto – w rozumieniu ekonomicznym: całkowity pieniężny koszt zatrudnienia pracownika; w sensie prawnym: wynagrodzenie, jakie otrzymuje pracownik łącznie z zapłaconymi przez niego podatkami i składkami na ubezpieczenia społeczne, ale bez składek na ubezpieczenia społeczne, jakie z tytułu zatrudnienia danej osoby płaci pracodawca.
Dla pracodawcy zwykle ważne jest, jaki jest całkowity koszt wynikający z zatrudnienia danej osoby, niezależnie od tego, jaka część z tego trafia do kieszeni pracownika, a jaka do budżetu państwa. Koszt zatrudnienia pracownika pracodawca porównuje z przychodem, jakiego się spodziewa z zatrudnienia danej osoby i na tej podstawie decyduje, czy opłaca mu się kogoś zatrudniać.

## Płace brutto w Polsce
Polskie prawo definiuje płacę brutto jako płacę netto powiększoną o podatek dochodowy i składki na ubezpieczenia społeczne płacone przez pracownika. Jednocześnie pracodawca też jest zobowiązany przez prawo odprowadzić z tytułu zatrudniania danej osoby różne składki na ubezpieczenia społeczne (m.in. część składki emerytalnej i rentowej – istnieje tu oficjalny podział na część składki płaconą przez pracownika i część płaconą przez pracodawcę), które stanowią dla niego taki sam koszt zatrudnienia kogoś, jak płaca netto czy składki pracownika.

### Płaca brutto a łączny koszt pracodawcy
Wynagrodzenie brutto w Polsce nie obejmuje składek na ubezpieczenia społeczne odprowadzanych przez pracodawcę a wyliczanych od wynagrodzenia pracownika. Całość obciążeń związanych z wypłatą wynagrodzeń po stronie pracodawców obejmuje:
- płacę brutto;
- składki na ubezpieczenie społeczne – ubezpieczenia emerytalne i rentowe (w części płaconej przez pracodawcę) oraz wypadkowe;
- składkę na Fundusz Pracy;
- składkę na Fundusz Gwarantowanych Świadczeń Pracowniczych.

Dla odróżnienia od płacy brutto całość powyższych obciążeń określa się potocznie płacą brutto-brutto lub łącznym kosztem pracodawcy. Pomimo formalnego podziału na część płaconą przez pracodawcę i pracownika rozliczenia wszystkich składek oraz zaliczek na poczet rozliczeń podatkowych są prowadzone przez pracodawcę.